# مسیحی‌سازی روس کی‌یف

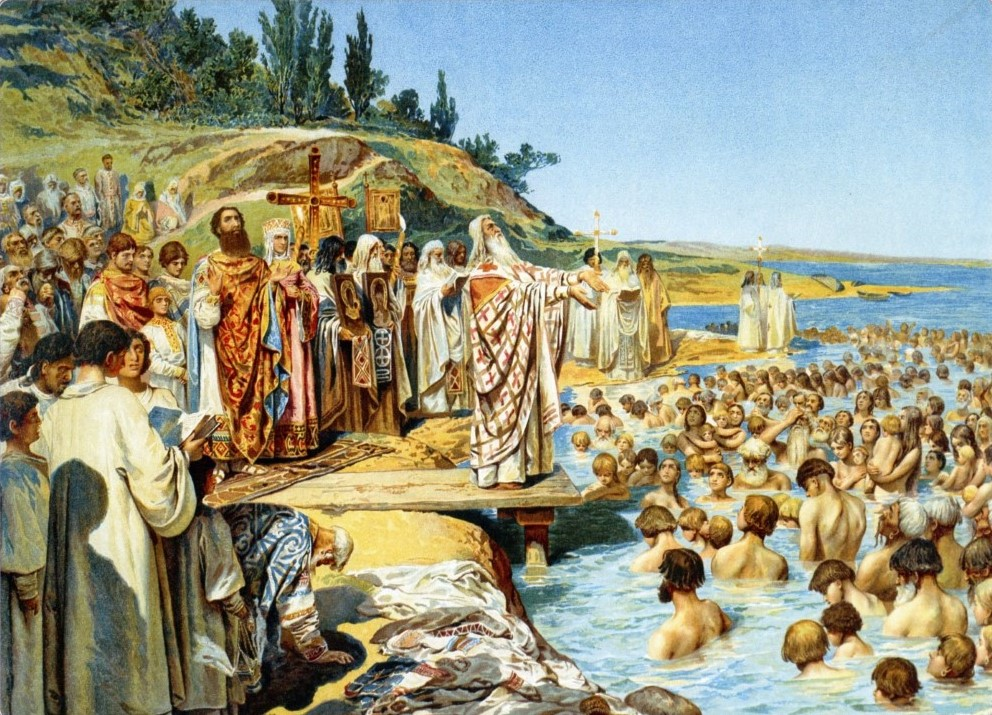
غسل تعمید کی‌یفی‌ها، نقاشی از کلاودی لبدف

مسیحی‌سازی روس کی‌یف در چند مرحله انجام شد. در اوایل سال ۸۶۷، پاتریارک فوتیوس قسطنطنیه به سایر پاتریاک‌های مسیحی اعلام کرد که روس‌ها که توسط اسقف او تعمید داده شده‌بودند، با اشتیاق خاصی به مسیحیت می‌گروند. به نظر می‌رسد تلاش‌های فوتیوس برای مسیحی‌سازی کشور هیچ پیامد ماندگاری در پی نداشته‌است، زیرا کرونیکل اولیه و دیگر منابع اسلاوونی روسیه قرن دهم را به‌طور محکمی در بت‌پرستی توصیف می‌کنند. به دنبال کرونیکل اولیه، مسیحی‌سازی قطعی روس‌کی‌یف از سال ۹۸۸ (سال مورد مناقشه) است، زمانی که ولادیمیر کبیر در خرسونسوس غسل تعمید یافت و خانواده و مردم خود را در کی‌یف تعمید داد. رویدادهای پسین به‌طور سنتی به عنوان غسل تعمید روس (روسی: Крещение Руси Крещение Руси), (اوکراینی: Хрещення Русі Хрещення Русі) در ادبیات اوکراین و روسیه نامیده می‌شود.